# Talatala
Talatala ist ein Verwaltungsbezirk (Ward) des Distrikts Kyela in der tansanischen Region Mbeya. Er grenzt im Norden an den Bezirk Muungano, im Norden an Ipinda, im Ostern an Lusungo, im Süden an Ikama und im Westen an den Bezirk Ipande.

## Geografie
Talatala ist ein ländlicher Bezirk im Südwesten von Tansania. Er liegt in der Ebene nordwestlich des Malawisees in rund 500 Meter Seehöhe.  Die Grenze im Westen bildet der Fluss Mbaka. Die Fläche des Bezirks beträgt 27,9 Quadratkilometer und bei der Volkszählung 2022 lebten hier 5723 Menschen in 1481 Haushalten.

## Gliederung
Der Bezirk besteht aus vier Gemeinden (Mtaa) mit 15 Orten (Kitongoji):
| Kyangala - Kaskazini - Kaskazini Kati - Kusini - Kusini Kati | Ngolela - Ngolela - Mnyanja - Nditu - Mbobole | Talatala - Lyongo - Talatala Kati - Ndobelobe - Lutusyo | Kagogo - Masundo - Ndiongola - Myela |